# گروه‌های قومی جنوب آسیا
گروه‌های قومی جنوب آسیا (انگلیسی: South Asian ethnic groups) یا گروه‌های قومی جنوب آسیا، ترکیب قومی-زبانی از جمعیت جنوب آسیا است که در کشورهای هند، پاکستان، بنگلادش، نپال، بوتان، مالدیو و سری لانکا به‌طور گسترده‌ای پراکنده شده‌اند و عمده آن‌ها در یکی از دو گروه بزرگ زبانی هندوآریایی و دراویدی قرار می‌گیرند. جامعه هند به‌طور سنتی به طبقات یا قبیله‌ها و نه اقوام، تقسیم شده‌است و این دسته‌بندی‌ها هیچ جایگاه رسمی از زمان استقلال هند در ۱۹۴۷ ندارد به جز برای برنامه‌ریزی طبقات و قبایل که به منظور اقدام مثبت، ثبت شده و باقی مانده‌است. در حال حاضر در هند طبق تعاریف ۱۶۵۲ زبان مادری طبقه‌بندی شده‌است.

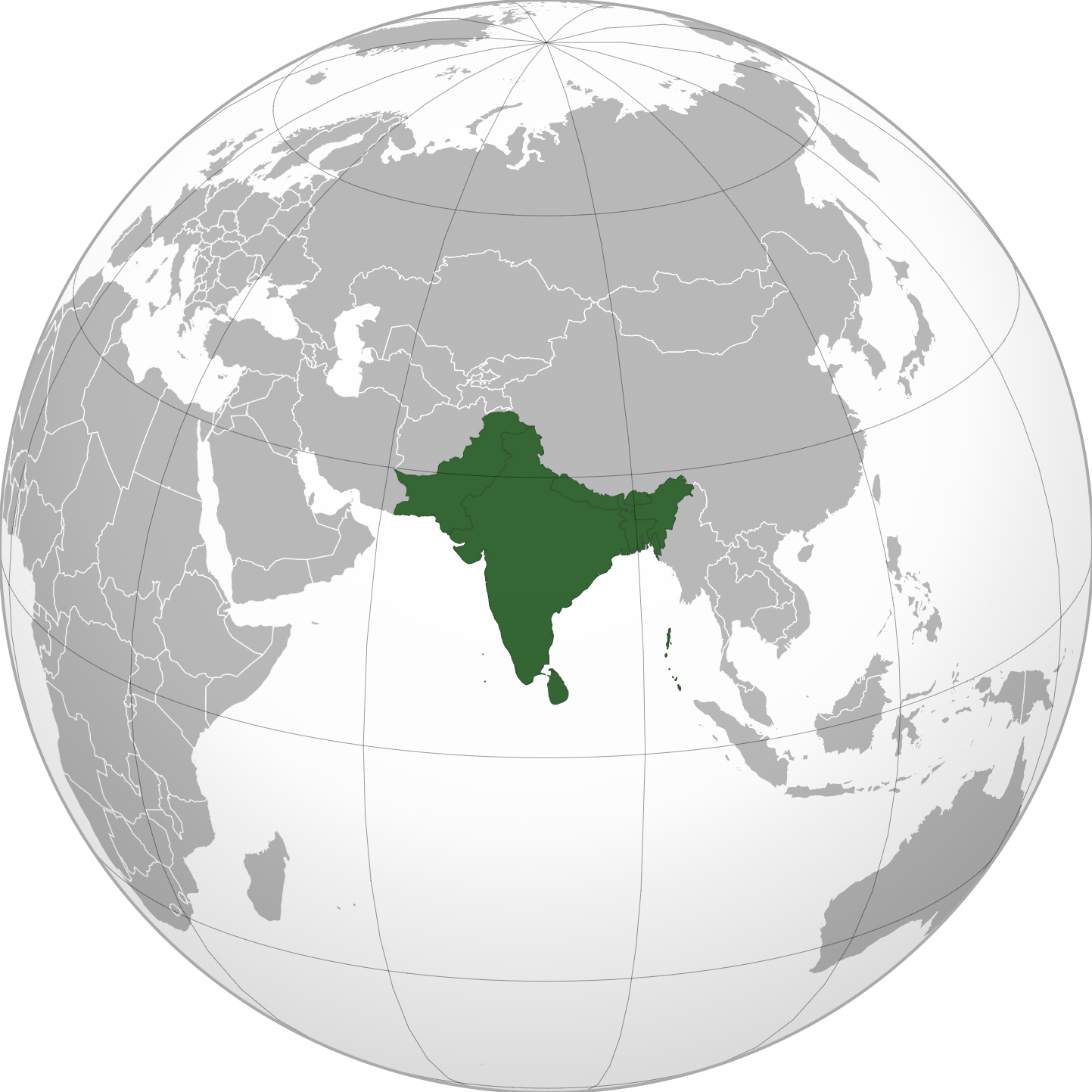
خانواده‌های زبانی جنوب آسیا

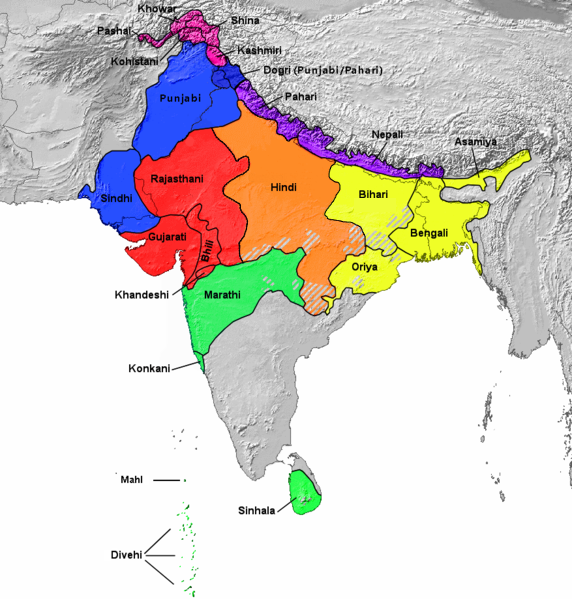
محدوده زبان‌های هندوآریایی در شبه قاره هند